# Маховка (Восточно-Казахстанская область)
Маховка (каз. Маховка) — упразднённое село в Глубоковском районе Восточно-Казахстанской области Казахстана. Входило в состав Малоубинского сельского округа. Код КАТО — 634057105. Ликвидировано в 2009 г.

## Население
В 1999 году население села составляло 61 человек (28 мужчин и 33 женщины). По данным переписи 2009 года, в селе проживал 31 человек (13 мужчин и 18 женщин).